# Nothybus sumatranus
Nothybus sumatranus är en tvåvingeart som beskrevs av Günther Enderlein 1922. Nothybus sumatranus ingår i släktet Nothybus och familjen Nothybidae. Inga underarter finns listade i Catalogue of Life.